# سیارک ۲۰۳۸۲۳
سیارک ۲۰۳۸۲۳ (به انگلیسی: 203823 Zdanavicius، نامگذاری:2002TL303) دویست و سه هزار و هشتصد و بیست و سومین سیارک کشف شده‌است که در ۵ اکتبر ۲۰۰۲ کشف شد.